# Guatteria speciosa
Guatteria speciosa är en kirimojaväxtart som beskrevs av Robert Elias Fries. Guatteria speciosa ingår i släktet Guatteria och familjen kirimojaväxter. Inga underarter finns listade i Catalogue of Life.